# Zurab Sakandelidze
Zurab Sakandelidze (gergiano:ზურაბ საკანდელიძე;cirílico:Зураб Александрович Саканделидзе) (Kutaisi, 9 de agosto de 1945 — Tbilisi, 25 de janeiro de 2004) foi um basquetebolista georgiano que integrou a Seleção Soviética que conquistou a medalha de ouro disputada nos XX Jogos Olímpicos de Verão realizados em Munique e a medalha de bronze conquistada nos XIX Jogos Olímpicos realizados na Cidade do México em 1968.